# Роквуд (Пенсилванија)
Роквуд (енгл. Rockwood) град је у америчкој савезној држави Пенсилванија.

## Демографија
По попису из 2010. године број становника је 890, што је 64 (-6,7%) становника мање него 2000. године.
| Група             | 2000.       | 2010.       |
| Белци             | 950 (99,6%) | 873 (98,1%) |
| Афроамериканци    | 0 (0,0%)    | 1 (0,1%)    |
| Азијати           | 1 (0,1%)    | 0 (0,0%)    |
| Хиспаноамериканци | 0 (0,0%)    | 8 (0,9%)    |
| Укупно            | 954         | 890         |